# Hemianaphothrips nanus
Hemianaphothrips nanus är en insektsart som först beskrevs av Ian A. Hood 1941.  Hemianaphothrips nanus ingår i släktet Hemianaphothrips och familjen smaltripsar. Inga underarter finns listade i Catalogue of Life.